# Chocznia Górna
Chocznia Górna – przystanek osobowy w Choczni, w województwie małopolskim, w powiecie wadowickim.
Przystanek został oddany do użytku w 1990 roku.

## Ruch pasażerski
| Rok  | Wymiana pasażerska na dobę |
| ---- | -------------------------- |
| 2017 | 10-19                      |
| 2022 | 20-49                      |